# سیارک ۴۳۶۱
سیارک ۴۳۶۱ (به انگلیسی: 4361 Nezhdanova، نامگذاری:1977TG7) چهار هزار و سیصد و شصت و یکمین سیارک کشف شده‌است که در ۹ اکتبر ۱۹۷۷ کشف شد.
قدر مطلق سیارک برابر ۱۲٫۴۰ است.